# Agiasjvili
Agiasjvili (georgiska აგიაშვილი) är en georgisk adelsfamilj vars rötter kan härledas till 1100-talet. Innan den ryska annekteringen hade den stort inflytande i Kungadömet Imereti. De mottogs senare i den ryska furstliga adeln.